# Разуђеност обалске линије језера
Разуђеност обалске линије језера у географску литературу први је увео Карл Ритер (1822. године) у раду о топографији Африке. Он је за израчунавање коефицијента разуђености предлагао два начина. Први представља однос дужине обалске линије и површине ограничене том линијом, а други, однос површине ограничене обалском линијом и геометријске слике назване „језгро“, или „острво“. Нешто касније, 1835. године, средњошколски наставник из Улма, Нагел, поставио је нови образац за израчунавање коефицијента разуђености обалске линије. Он се данас употребљава у следећем облику:
K = L / 2πr,
L је дужина обалске линије,
2πr је обим круга чија је површина једнака површини језера.
То значи да је разуђеност обалске линије однос њене дужине према обиму круга исте површине. Унапређење са кругом узето је због тога што круг у односу на остале геометријске слике исте површине има најмањи обим. Овако рачунат коефицијент разуђености увек је већи од јединице, јер нема језера чији облик одговара математички правилном кругу. Недостатак обрасца је у томе што по њему и језера која имају облик математички правилне елипсе, правоугаоника, или квадрата имају извесну разуђеност, која се у географском смислу не може прихватити.
Интересантно је да је образац Нагела био готово заборављен. Тек 1885. године Сигмунд Гинтер, математичар и географ, указује на његове предности. У међувремену се о овом питању доста писало, али се дискусије у већини случајева нису односиле искључиво на језера. Ф. Боте предлаже образац сличан Нагеловом и први јасно употребљава израз „коефицијент разуђености обалске линије“. Сигмунд Гинтер предлаже да се код израчунавања коефицијента разуђености обалске линије уважава и испупченост површине о којој је реч. Данас је у употреби и образац С. Д. Муравејског:
K = L / L1,
L је дужина обалске линије
L1 је дужина изломљене линије која као тангента опасује језеро.
Овај образац даје добре резултате код језера на чијим плановима није извршена већа генерализација обалске линије.